# Hartmut Dammer
Hartmut Dammer (* 21. Juni 1949 in Bad Bramstedt; † 15. Mai 2019 in Lutherstadt Wittenberg) war ein parteiloser deutscher Lokalpolitiker.

## Leben
Nach einem Studium der Rechtswissenschaften arbeitete Dammer zunächst in der Stadtverwaltung von Worms. 1992 wurde er Rechtsdezernent der Stadtverwaltung Lutherstadt Wittenberg, 1994 wählte ihn der Stadtrat zum Bürgermeister (Stellvertreter des Oberbürgermeisters) und gleichzeitig wurde er in den Kreistag des Landkreises Wittenberg gewählt. Dort war er Fraktionsvorsitzender der SPD-Fraktion. Wegen persönlicher Differenzen trat er aus der SPD aus. Hartmut Dammer war verheiratet und hatte vier Kinder.

## Wahl und Amtszeit
2001 gewann er als parteiloser Kandidat die Stichwahl um das Amt des Landrats gegen den Amtsinhaber Wulf Littke. Das Amt trat er am 9. Juli 2001 für eine Wahlperiode von sieben Jahren an. Durch die Kreisreform Sachsen-Anhalt 2007 endete seine Amtszeit allerdings bereits am 30. Juni 2007.

## Landrat
Das einschneidendste Ereignis seiner Amtszeit war das Elbhochwasser 2002. Ein Deichbruch bei Dautzschen überflutete weite Teile des ostelbischen Landkreises, Deichbrüche bei Pratau und Seegrehna überfluteten Teile des südlich der Lutherstadt Wittenberg gelegenen Landkreises. 40.000 Menschen waren evakuiert.
Die Amtszeit Hartmut Dammers war von einschneidenden Sparmaßnahmen und Umstrukturierungen geprägt. Die Kreisverwaltung wurde personell verkleinert, Außenstellen in Jessen und Gräfenhainichen geschlossen und ein zentrales Verwaltungsgebäude neu gebaut. Das vom Landkreis getragene Theater wurde geschlossen sowie der öffentliche Personennahverkehr neu organisiert.